# 요나스 테른
요나스 마그누스 테른(스웨덴어: Jonas Magnus Thern, 1967년 3월 20일, 베스트라 예탈란드 주 팔셰핑 ~)은 스웨덴의 축구 감독으로, 현재 알스벤스칸의 베르나모의 감독이다. 그는 전직 프로 축구 선수이기도 하며, 미드필더를 맡았었다. 1985년에 말뫼에서 신고식을 치른 그는 취리히, 벤피카, 나폴리, 로마, 그리고 레인저스에서 활약하다 1999년에 축구화를 벗었다. 1987년부터 1997년까지 국가대표 선수이기도 한 그는 스웨덴 국가대표팀 경기에 75번 출전하였고, 스웨덴이 3위의 성과를 낸 1994년 월드컵에서는 주장으로 선수단을 이끌었다. 그는 1988년 하계 올림픽, 1990년 월드컵, 그리고 유로 1992에도 참가했다. 그는 1989년 스웨덴 최우수 선수에게 연간 수여되는 굴드볼렌의 주인공이기도 했다.

## 클럽 경력
테른은 스웨덴 중남부 베르나모 군 출신으로, 1985년에 스웨덴의 명가 말뫼에서 프로 무대 신고식을 치러 4년을 보냈고, 1986년과 1988년에 알스벤스칸 우승을 거두었다. 1989년, 그는 스웨덴 최우수 선수로서 굴드볼렌의 주인공이 되었다.
1989년, 그는 벤피카로 이적했다. 그는 당시 북유럽 선수들로 도배된 벤피카에서 두각을 나타냈는데, 당시 미샤엘 마니셰(1983–1987)와 스웨덴 "황금함대" 마츠 망누손(1987–1992), 요나스 테른(1989–1992), 글렌 스트룀베리(1982–1984), 그리고 스테판 슈바르츠(1990–1994)와 함께 스벤-예란 에릭손(1982–1984, 1989–1992) 감독이 있었다.
이후, 그는 이탈리아로 건너가 나폴리와 로마에서 활약한 후, 1997년 7월 1일에 레인저스에 합류했지만, 부상으로 일찍 축구를 접었다.

## 국가대표팀 경력
테른은 스웨덴 국가대표팀 일원으로 1990년 월드컵, 유로 1992, 그리고 3위의 성과를 낸 미국의 1994년 월드컵에 참가했다. 테른은 1988년 하계 올림픽에도 스웨덴 선수단 일원으로 참가했었다. 테른은 1990년부터 1997년까지 7년 동안 스웨덴 국가대표팀의 주장이기도 했다.

## 감독 경력
은퇴 후, 그는 2000년부터 2001년까지 베르나모를, 2001년부터 2003년까지 할름스타드를 지도했다.
2021년, 그는 베르나모를 구단 사상 처음으로 알스벤스칸에 올렸다.

## 사생활
요나스의 아들 시몬 또한 축구 선수이다. 그의 딸 알리시아는 승마 선수이다.

## 경력 통계

### 국가대표팀
| 국가대표팀 | 연도 | 출장 | 골 |
| ---------- | ---- | ---- | -- |
| 스웨덴     |      |      |    |
| 1987       | 2    | 0    |    |
| 1988       | 10   | 3    |    |
| 1989       | 8    | 1    |    |
| 1990       | 4    | 1    |    |
| 1991       | 6    | 1    |    |
| 1992       | 9    | 0    |    |
| 1993       | 4    | 0    |    |
| 1994       | 11   | 0    |    |
| 1995       | 6    | 0    |    |
| 1996       | 8    | 0    |    |
| 1997       | 7    | 0    |    |
| 합계       | 합계 | 75   | 6  |

### 국가대표팀 득점 기록
아래의 점수에서 왼쪽의 점수가 스웨덴의 점수이며, 점수 열은 테른의 득점 당시의 점수를 나타낸다..
| #  | 날짜            | 경기장                          | 상대         | 점수 | 최종 결과 | 대회     |
| -- | --------------- | ------------------------------- | ------------ | ---- | --------- | -------- |
| 1. | 1988년 1월 12일 | 스페인 마스팔로마스 시립 경기장 | 동독         | 2–1  | 4–1       | 친선경기 |
| 2. | 1988년 1월 12일 | 스페인 마스팔로마스 시립 경기장 | 동독         | 4–1  | 4–1       | 친선경기 |
| 3. | 1988년 1월 15일 | 스페인 마스팔로마스 시립 경기장 | 핀란드       | 1–0  | 1–0       | 친선경기 |
| 4. | 1989년 8월 16일 | 스웨덴 말뫼 말뫼 스타디온       | 프랑스       | 1–0  | 2–4       | 친선경기 |
| 5. | 1990년 5월 27일 | 스웨덴 솔나 로순다              | 핀란드       | 6–0  | 6–0       | 친선경기 |
| 6. | 1991년 9월 4일  | 스웨덴 솔나 로순다              | 유고슬라비아 | 4–2  | 4–3       | 친선경기 |

## 수상
말뫼
- 스웨덴 리그: 1986, 1988
- 알스벤스칸 정규 리그: 1985, 1986, 1987, 1988, 1989
- 스벤스카 쿠펜: 1985–86, 1987–88

벤피카
- 프리메이라 디비상: 1990–91
- 수페르타사 칸디두 드 올리베이라: 1989
- 유러피언컵 준우승: 1989–90

레인저스
- 스코티시 프리미어리그: 1998–99

스웨덴
- 월드컵 3위: 1994

개인
- 굴드볼렌: 1989